# David Kasparek

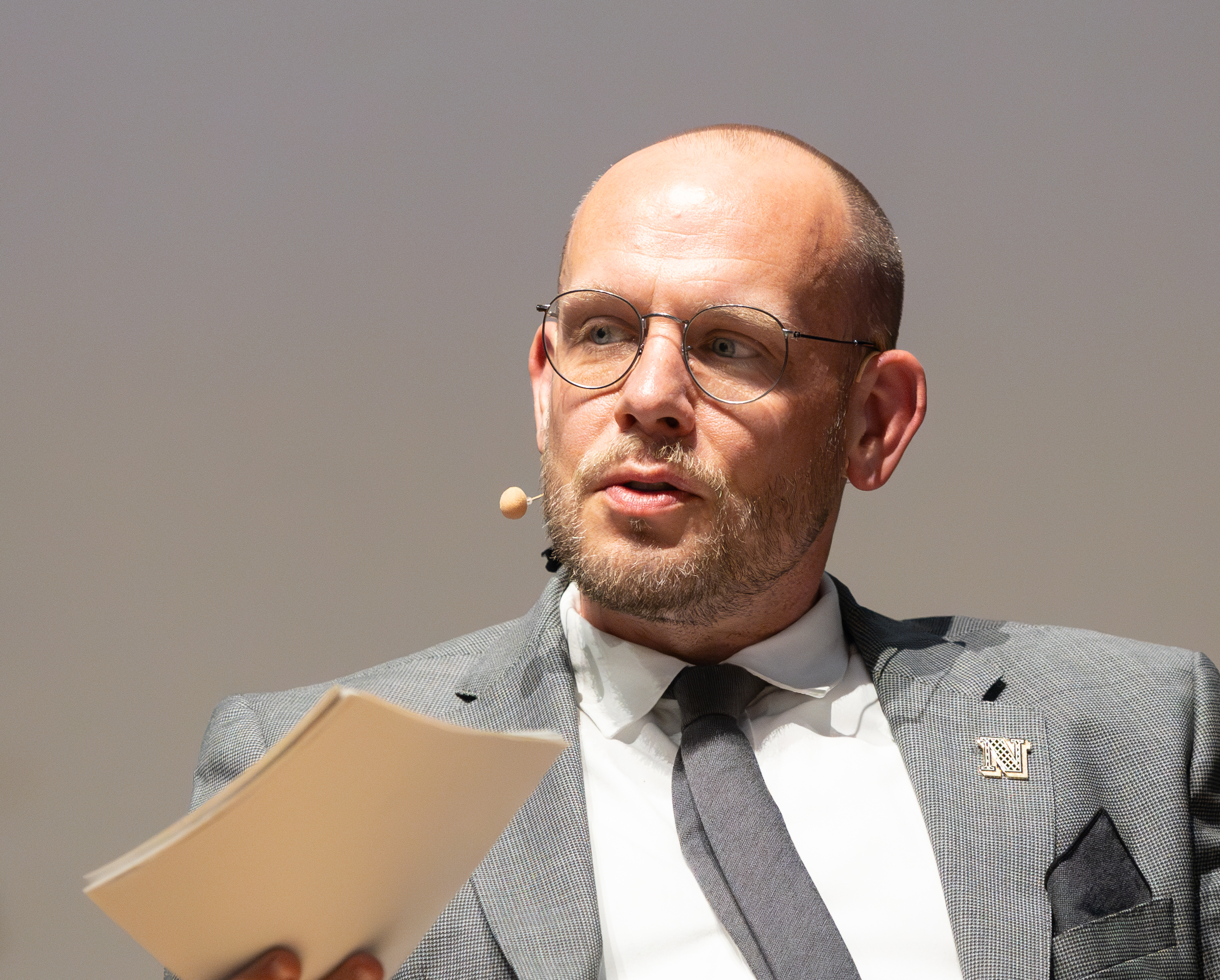
David Kasparek (2023)

David Kasparek (* 1981 in Bremen) ist ein deutscher Architekturvermittler, Journalist, Moderator und Grafiker.

## Leben
Nach dem Architekturstudium in Köln war David Kasparek als Redakteur und Chef vom Dienst der Zeitschrift des Bundes Deutscher Architekten BDA "der architekt" in Bonn und Berlin tätig. Als Gründer des Gestaltungsbüros studio kasparek (bis 2020 friedwurm) arbeitet er als freier Journalist, Moderator, Grafiker und Berater.
Kasparek verfasste verschiedene Buchbeiträge und Zeitschriftenartikel zu Architektur und Industriedesign, in den vergangenen Jahren vor allem mit Fokus auf Nachhaltigkeit. Seit 2006 erschienen in Fachmedien wie der Bauwelt, der BDA-Zeitschrift Die Architekt sowie auf Internetportalen wie Marlowes, Stylepark, BauNetz und koelnarchitektur.de zahlreiche Fachbeiträge zu Architektur, Nachhaltigkeit und Industriedesign. Er zählt zum Beirat des DAM Preis für Architektur in Deutschland.

## Bücher
- mit Andreas Denk und Alice Sàrosi-Tumusiime: Bund Deutscher Architekten BDA. Chronik einer Wahlgemeinschaft. 1903–2013, Berlin 2013, ISBN 978-3-00-042134-1.[7]
- mit Andreas Denk: Walter von Lom: Einpassung und Eigensinn – Bauten und Entwürfe 1972-2012, Verlag der Buchhandlung Walther und Franz König, Köln 2023, ISBN 978-3-7533-0486-1.[8]

## Buchbeiträge (Auswahl)
- Ein passender Rahmen. Friedrichshafen am Bodensee, in: Kai Vöckler, Andreas Denk, Bund Deutscher Architekten BDA (Hrsg.): In der Zukunft leben! mit Beiträgen von Marta Doehler-Behzadi, Friederike Meyer, Florian Heilmeyer, David Kasparek, u. a., Nicolai Verlag, Berlin 2009, ISBN 978-3-89479-567-2.[9]
- Aufladung, in: Yves Bossart (Hrsg.): Sehen soweit das Denken reicht, mit Beiträgen von Annemarie Pieper, Hans Sauer, Friederike Schmitz, Ludger Schwarte, Martin Seel, David Kasparek, u. a., Offizin Verlag, Zürich 2012, ISBN 978-3-907496-69-5.[10]
- Freunde des Seins. Zur Bedeutung der Open Mind Spaces von Christoph Hesse, in: Christoph Hesse Architekten: Open Mind Places, mit Beiträgen von Ullrich Müller, Susanne Falk, Reinhard Figgen und David Kasparek, Deutscher Architektur Verlag, Münster 2020, ISBN 978-3-946154-63-1.[11]
- Das Sichtbare des Unsichtbaren. Über Form und Funktion in der Architektur von Knerer und Lang, in: RFKLX. Ein Architektur-Magazin von und über Knerer und Lang, mit Beiträgen von Orla Connoly, Florian Heilmeyer, David Kasparek, Philipp Sturm, Peter Cachola Schmal und Jens Weber, Jovis Verlag, Berlin 2021, ISBN 978-3-86859-731-8[12]
- Besuche auf dem Archipel. Bremen als unvollständiges Geflecht von Räumen, in: Architektenkammer der Freien Hansestadt Bremen (Hrsg.): 50 Jahre Architektenkammer Bremen. Ein Bilderbuch, Bremen 2022[13]
- Monolith im Dienst des Ortes: Das Hotel Bergamo in Ludwigsburg (mit Konrad Merz), in: Bundesingenieurkammer (Hrsg.): Ingenieurbaukunst 2023. Made in Germany, Ernst & Sohn, Berlin 2022, ISBN 978-3-433-03385-2.[14]
- Raum, Zeit, Architektur und Ökologie. Zur Bedeutung des Raums in der Architektur des Anthropozäns, in: Hartwig Schneider und Uwe Schröder (Hrsg.): Identität der Architektur. V. Raum. Positionen zur Bedeutung des Raums in der Architektur, Verlag der Buchhandlung Walther und Franz König, Köln 2023, ISBN 978-3-7533-0507-3.[15]
- Kraemers Kosmos. 25 Jahre Kaspar Kraemer Architekten, in: Kaspar Kraemer Architekten (Hrsg.): Kaspar Kraemer Architekten. bauen zeichnen denken, Wienand Verlag, Köln 2024, ISBN 978-3-86832-797-7.[16][17]
- Zeitzeugenschaft mit Wissen um die Geschichte – Die Arbeiten des Büros NOTO, in: Hamburgische Architektenkammer (Hrsg.): Architektur in Hamburg Jahrbuch 2024/25, Junius Verlag, Hamburg 2024, ISBN 978-3-96060-592-8.[18]
- Form als architektonisches Werkzeug. Überlegungen zur Form in der Architektur, in: Uwe Schröder (Hrsg.): Identität der Architektur VI: Form in der Architektur, Verlag der Buchhandlung Walther und Franz König, Köln 2024, ISBN 978-3-96060-592-8.[19]
- The Principle of Hope / Principe Espérance / Prinzip Hoffnung, in: l’Ordre des Architectes et des Ingénieurs-Conseils (OAI) (Hrsg.): Architecture deLUX, DOM Publishers, Berlin 2025, ISBN 978-3-86922-908-9.[20]
- Coordination and Subordination / Coordination et subordination / Koordination und Subordination, in: l’Ordre des Architectes et des Ingénieurs-Conseils (OAI) (Hrsg.): Architecture deLUX, DOM Publishers, Berlin 2025, ISBN 978-3-86922-908-9.[20]
- Einfühlsam und bescheiden / Empathic and modest, in: bodensteiner fest (Hrsg.): Casa Rossa Chemnitz, Münster 2025, ISBN 978-3-946154-90-7.[21]

## Belege
1. ↑  Autorennachweis auf marlowes.de. Abgerufen am 30. Oktober 2022.
2. ↑  Autorensuche auf stylepark.com/de. Abgerufen am 21. August 2022.
3. ↑  Internetpräsenz von BauNetz. Abgerufen am 30. Oktober 2022.
4. ↑  Autorennachweis auf koelnarchitektur.de (wegen Einstellung der Zeitschrift nicht mehr erreichbar). Abgerufen am 30. Oktober 2022.
5. ↑  23 Projekte auf der Shortlist - Deutsche BauZeitschrift – die Architekturfachzeitschrift. Abgerufen am 4. September 2024.
6. ↑  studio kasparek. Abgerufen am 13. September 2024.
7. ↑  Andreas Denk, Alice Sárosi, David Kasparek: BDA-Chronik 1903-2013. www.bda-bund.de, abgerufen am 19. August 2021.
8. ↑  Website des Verlags der Buchhandlung Walther und Franz König
9. ↑  Katalog "In der Zukunft leben!" des Bund Deutscher Architektinnen und Architekten BDA
10. ↑  Buch "Sehen soweit das Denken reicht"
11. ↑  OPEN MIND PLACES | Einzelausgaben. Abgerufen am 5. August 2021.
12. ↑  Website des Jovis Verlags
13. ↑  Website der Architektenkammer Bremen
14. ↑  Website des Verlags Ernst & Sohn
15. ↑  Buchhandlung Walther und Franz König. Abgerufen am 29. August 2023.
16. ↑  Wienand Verlag. Abgerufen am 2. Juli 2024.
17. ↑  Kaspar Kraemer Architekten: Wer von der Schönheit träumt, darf öde Kisten nicht verschmähen. 27. Juli 2024, abgerufen am 30. Juli 2024.
18. ↑  Jetzt erschienen: Architektur in Hamburg Jahrbuch 2024/25 der HAK. Abgerufen am 13. November 2024 (deutsch).
19. ↑  Buchhandlung Walther König. Abgerufen am 19. Dezember 2024.
20. 1 2  Architecture deLUX. Abgerufen am 1. April 2025.
21. ↑  Casa Rossa Chemnitz. Ein Beitrag nachhaltiger Baukultur. Abgerufen am 21. April 2025.

| Personendaten    | Personendaten                                                       |
| ---------------- | ------------------------------------------------------------------- |
| NAME             | Kasparek, David                                                     |
| KURZBESCHREIBUNG | deutscher Architekturvermittler, Journalist, Moderator und Grafiker |
| GEBURTSDATUM     | 1981                                                                |
| GEBURTSORT       | Bremen                                                              |